# Lordomyrma punctiventris
Lordomyrma punctiventris é uma espécie de formiga do gênero Lordomyrma, pertencente à subfamília Myrmicinae.